# Clinceni
Clinceni község és falu Ilfov megyében, Munténiában, Romániában. A hozzá tartozó települések: Olteni valamint Ordoreanu.

## Fekvése
A megye délnyugati részén található, a megyeszékhelytől, Bukaresttől, tizenkilenc kilométerre délnyugatra, a Ciorogârla és a Sabar folyók mentén.

## Története
A 19. század végén Slobozia-Clinceni néven a község Ilfov megye Sabarul járásához tartozott és Clinceni, Olteni, Ordoreanu és Slobozia falvakból állt, összesen 1981 lakossal. A községközpont ekkor Slobozia volt. A község tulajdonában volt két vízimalom, egy iskola és három templom, egy-egy Slobozia, Clinceni és Ordoreanu településeken.
1925-ös évkönyv szerint Ilfov megye Domnești járásához csatolták, lakossága ekkor 3540 fő volt. Ideiglenesen 1931-ben Olteni falut Domnești községhez csatolták, Slobozia-Clinceni község pedig ekkor Ciurari, Clinceni, Ordoreanu valamint Slobozia településekből állt.
1950-ben közigazgatási átszervezés alapján a község a V.I. Lenin rajonhoz került.
1968-ban ismét megyerendszert vezettek be az országban, a község Clinceni néven az újból létrehozott Ilfov megye része lett. Slobozia falut ekkor egyesítették Clinceni településsel, Ciurari-t pedig Olteni faluval, melyet ekkor csatoltak ismét a községhez. Ugyancsak ekkor lett Clinceni a községközpont.
1981-től Giurgiu megye részévé vált, egészen 1985-ig, amikor az Ilfovi Mezőgazdasági Szektorhoz csatolták. 1998-ban pedig ismét létrehozták Ilfov megyét, így ismételten annak egyig községe lett.

## Lakossága
| Nemzetiségek        | 2002 | 2002   |
| ------------------- | ---- | ------ |
| Románok             | 4886 | 98,94% |
| Romák               | 50   | 1,01%  |
| Olaszok             | 1    | 0,02%  |
| Egyéb nemzetiségűek | 1    | 0,02%  |
| Összesen            | 4938 | 100,0% |